# Djurgårdens IF Fotboll 2014
Djurgårdens herrlag i fotboll tävlar under säsongen 2014 i Allsvenskan och i Svenska cupen.

## Truppen

### Tränarstab
- Manager:  Pelle Olsson
- Assisterande tränare:
  - Januari – Augusti:  Anders Johansson &  Martin Foyston
  - Augusti – :  Anders Johansson
- Målvaktstränare:  Kjell Frisk
- Fysioterapeut:  Christian Schumacher
- Naprapat:  Christian Andersson

| Nr | Nat       | Spelare                           | Position    | Född       | Längd  | Vikt  | I DIF sedan            | Kontrakt till | Kom från                | Moderklubb           |
| -- | --------- | --------------------------------- | ----------- | ---------- | ------ | ----- | ---------------------- | ------------- | ----------------------- | -------------------- |
| 12 | Norge     | Kenneth Høie                      | Målvakt     | 1979-09-11 | 189 cm | 93 kg | 2012*                  | 2016-12-31    | IF Elfsborg             | FK Haugesund         |
| 23 | Sverige   | Hampus Nilsson                    | Målvakt     | 1990-07-17 | 190 cm | 89 kg | 2013                   | 2014-12-31    | Helsingborgs IF         | IFK Osby             |
| 30 | Sverige   | Eric Dahlgren                     | Målvakt     | 1994-03-08 | 193 cm | 80 kg | 2013                   | 2014-12-31    | Djurgårdens IF Juniorer | IFK Lidingö          |
| 2  | Sverige   | Jesper Arvidsson                  | Back        | 1985-01-01 | 181 cm | 70 kg | 2013                   | 2016-12-31    | Åtvidabergs FF          | Götene IF            |
| 3  | Sverige   | Fredrik Stenman                   | Back        | 1987-06-02 | 187 cm | 82 kg | 2014* (och 2003*-2005) | 2015-12-31    | Club Brugge KV          | Munktorps BK         |
| 5  | Sverige   | Stefan Karlsson                   | Back        | 1988-12-15 | 178 cm | 77 kg | 2014                   | 2016-12-31    | Östers IF               | Växjö Norra IF       |
| 13 | Sverige   | Emil Bergström                    | Back        | 1993-05-19 | 187 cm | 79 kg | 2011                   | 2014-12-31    | Djurgårdens IF Juniorer | Spånga IS            |
| 14 | Sverige   | Mattias Östberg                   | Back        | 1977-08-24 | 189 cm | 85 kg | 2012*                  | 2014-12-31    | BK Häcken               | Östanbo IS           |
| 18 | Ghana     | Daniel Amartey (lämnat)           | Back        | 1994-12-01 | 185 cm | 75 kg | 2013                   | 2017-06-30    | Inter Allies FC         | Inter Allies FC      |
| 27 | Litauen   | Vytautas Andriuškevičius (lämnat) | Back        | 1990-10-08 | 188 cm | 80 kg | 2013                   | 2015-12-31    | Lechia Gdánsk           | FBK Kaunas           |
| 31 | Sverige   | Kevin Deeromram                   | Back        | 1997-09-11 | 183 cm |       | 2014                   | 2014-12-31    | Djurgårdens IF Juniorer | IFK Haninge          |
| 33 | Sverige   | Jakob Glasberg                    | Back        | 1995-07-07 | 186 cm | 79 kg | 2014                   |               | Djurgårdens IF Juniorer | IK Frej              |
| 34 | Sverige   | Frej Ersa Engberg                 | Back        | 1995-05-05 | 182 cm | 81 kg | 2014                   |               | Djurgårdens IF Juniorer | Danderyds SK         |
| 36 | Sverige   | Philip Sparrdal Mantilla          | Back        | 1993-08-11 | 187 cm | 80 kg | 2011                   | 2014-12-31    | Djurgårdens IF Juniorer | Djurgårdens IF       |
| 6  | Sverige   | Alexander Faltsetas               | Mittfältare | 1987-07-04 | 181 cm | 80 kg | 2014                   | 2016-12-31    | Gefle IF                | Västra Frölunda IF   |
| 7  | Sverige   | Martin Broberg                    | Mittfältare | 1990-11-24 | 184 cm | 79 kg | 2012                   | 2015-12-31    | Degerfors IF            | Karlskoga SK         |
| 8  | Sverige   | Andreas Johansson                 | Mittfältare | 1978-07-05 | 181 cm | 81 kg | 2013 (och 2000-2004)   | 2014-12-31    | Melleruds IF            | Odense BK            |
| 9  | Sverige   | Haris Radetinac                   | Mittfältare | 1985-10-28 | 187 cm | 73 kg | 2013*                  | 2016-12-31    | Mjällby AIF             | FK Novi Pazar        |
| 15 | Sydafrika | Mark Mayambela                    | Mittfältare | 1987-09-09 | 187 cm | 76 kg | 2014                   | 2016-12-31    | Orlando Pirates         | Bloemfontein Celtic  |
| 17 | Sydafrika | Xolani Mdaki                      | Mittfältare | 1992-07-07 | 178 cm |       | 2014*                  | 2014-12-31    | Mamelodi Sundowns FC    | Mamelodi Sundowns FC |
| 17 | Ghana     | Yussif Chibsah (lämnat)           | Mittfältare | 1983-12-30 | 175 cm | 68 kg | 2012                   | 2014-12-31    | Gefle IF                | King Faisal FC       |
| 19 | Sverige   | Nahir Oyal                        | Mittfältare | 1990-12-17 | 176 cm | 72 kg | 2012                   | 2015-12-31    | Syrianska FC            | Assyriska FF         |
| 20 | Sverige   | Simon Tibbling                    | Mittfältare | 1994-09-07 | 171 cm | 71 kg | 2012                   | 2016-12-31    | Djurgårdens IF Juniorer | Grödinge SK          |
| 22 | Sverige   | Philip Hellquist                  | Mittfältare | 1991-05-21 | 185 cm | 73 kg | 2008                   | 2014-12-31    | Djurgårdens IF Juniorer | Djurgårdens IF       |
| 32 | Sverige   | Tim Söderström                    | Mittfältare | 1994-01-04 | 189 cm | 77 kg | 2011                   |               | Djurgårdens IF Juniorer | Djurö/Vindö IF       |
| 35 | Sverige   | Christian Rubio Sivodedov         | Mittfältare | 1997-11-07 | 176 cm | 71 kg | 2014                   |               | Djurgårdens IF Juniorer | Djurgårdens IF       |
| 10 | Sverige   | Erton Fejzullahu (utlånad)        | Anfallare   | 1988-04-09 | 180 cm | 83 kg | 2012*                  | 2016-07-31    | NEC Nijmegen            | Högdals IS           |
| 11 | Sverige   | Amadou Jawo                       | Anfallare   | 1984-09-26 | 175 cm | 73 kg | 2013                   | 2018-12-31    | IF Elfsborg             | IK Frej              |
| 16 | Sverige   | Sebastian Andersson               | Anfallare   | 1991-07-15 | 190 cm |       | 2014*                  | 2017-12-31    | Kalmar FF               | Vinslövs IF          |
| 28 | Schweiz   | Aleksandar Prijović (lämnat)      | Anfallare   | 1990-04-21 | 190 cm | 83 kg | 2013*                  | 2015-12-31    | FC Sion                 | FC St. Gallen        |

## Allsvenskan
| Omgång | Datum               | Motståndare       | H/B | Resultat    | Målskyttar                                                   | Domare               | Publik | Arena            | Position |
| ------ | ------------------- | ----------------- | --- | ----------- | ------------------------------------------------------------ | -------------------- | ------ | ---------------- | -------- |
| 1      | Söndag 30 mars      | Helsingborgs IF   | B   | 1-1 (avbr.) | Prijović 13'                                                 | Martin Hansson       | 13 632 | Olympia          | 10       |
| 2      | Söndag 6 april      | Halmstads BK      | H   | 3-0         | Broberg 32', Prijović 53', Jawo 79'                          | Stefan Johannesson   | 12 155 | Tele2 Arena      | 3        |
| 3      | Fredag 11 april     | Mjällby AIF       | B   | 2-0         | Jawo 55', Fejzullahu 68'                                     | Michael Lerjéus      | 2 721  | Strandvallen     | 2        |
| 4      | Onsdag 16 april     | AIK FF            | H   | 2-3         | Fejzullahu 82' (straff), Radetinac 90+5'                     | Jonas Eriksson       | 25 175 | Tele2 Arena      | 4        |
| 5      | Måndag 21 april     | Malmö FF          | B   | 2-2         | Radetinac 15', Fejzullahu 71'                                | Bojan Pandzic        | 14 315 | Swedbank Stadion | 5        |
| 6      | Söndag 27 april     | IF Brommapojkarna | H   | 3-2         | Fejzullahu (2) 38', 41', Prijović 83'                        | Andreas Ekberg       | 11 698 | Tele2 Arena      | 4        |
| 7      | Söndag 4 maj        | Åtvidabergs FF    | B   | 1-1         | Broberg 24'                                                  | Martin Hansson       | 4 953  | Kopparvallen     | 5        |
| 8      | Onsdag 7 maj        | Kalmar FF         | H   | 0-0         |                                                              | Johan Hamlin         | 10 641 | Tele2 Arena      | 5        |
| 9      | Måndag 12 maj       | Falkenbergs FF    | B   | 0-1         |                                                              | Kristoffer Karlsson  | 3 376  | Falkenbergs IP   | 7        |
| 10     | Onsdag 21 maj       | IFK Göteborg      | H   | 0-0         |                                                              | Jonas Eriksson       | 18 044 | Tele2 Arena      | 7        |
| 11     | Måndag 26 maj       | Gefle IF          | B   | 1-1         | Jawo 50'                                                     | Michael Lerjéus      | 4 199  | Strömvallen      | 8        |
| 12     | Fredag 30 maj       | Örebro SK         | B   | 1-0         | Bergström 84'                                                | Glenn Nyberg         | 9 512  | Behrn Arena      | 7        |
| 13     | Måndag 7 juli       | IF Elfsborg       | H   | 1-1         | Fejzullahu 45' (straff)                                      | Markus Strömbergsson | 11 471 | Tele2 Arena      | 7        |
| 14     | Måndag 14 juli      | IFK Norrköping    | B   | 5-3         | Fejzullahu (2) 5', 75', Jawo 8', Radetinac 49'. Prijović 82' | Martin Hansson       | 7 022  | Nya Parken       | 7        |
| 15     | Måndag 21 juli      | BK Häcken         | H   | 1-2         | Fejzullahu 74'                                               | Michael Lerjéus      | 11 361 | Tele2 Arena      | 7        |
| 16     | Måndag 28 juli      | BK Häcken         | B   | 1-2         | Hellquist 27'                                                | Andreas Ekberg       | 3 027  | Gamla Ullevi     | 7        |
| 17     | Måndag 4 augusti    | Helsingborgs IF   | H   | 2-2         | Faltsetas 6', Prijović 88'                                   | Markus Strömbergsson | 12 988 | Tele2 Arena      | 7        |
| 18     | Söndag 10 augusti   | Halmstads BK      | B   | 1-2         | Broberg 34'                                                  | Mohammed Al-Hakim    | 5 794  | Örjans Vall      | 7        |
| 19     | Onsdag 13 augusti   | AIK FF            | B   | 1-1         | Självmål 60'                                                 | Michael Lerjéus      | 28 240 | Friends Arena    | 7        |
| 20     | Måndag 18 augusti   | Mjällby AIF       | H   | 4-0         | Faltsetas 25', Jawo 45+1', Radetinac 50', Bergström 63'      | Andreas Ekberg       | 9 120  | Tele2 Arena      | 7        |
| 21     | Måndag 25 augusti   | IF Brommapojkarna | B   | 4-0         | Andersson (3) 10', 60', 78', Jawo 56'                        | Stefan Johannesson   | 3 857  | Tele2 Arena      | 7        |
| 22     | Söndag 31 augusti   | Malmö FF          | H   | 2-0         | Radetinac 10', Andersson 36'                                 | Jonas Eriksson       | 24 529 | Tele2 Arena      | 7        |
| 23     | Söndag 14 september | Åtvidabergs FF    | H   | 0-1         |                                                              | Glenn Nyberg         | 13 402 | Tele2 Arena      | 7        |
| 24     | Söndag 21 september | Kalmar FF         | B   | 4-0         | Arvidsson 19', Johansson 74', Andersson 76', Hellquist 87'   | Markus Strömbergsson | 5 369  | Guldfågeln Arena | 6        |
| 25     | Onsdag 24 september | Falkenbergs FF    | H   | 1-0         | Mayambela 82'                                                | Andreas Ekberg       | 7 856  | Tele2 Arena      | 6        |
| 26     | Måndag 29 september | IFK Göteborg      | B   | 1-2         | Andersson 77'                                                | Martin Strömbergsson | 11 159 | Gamla Ullevi     | 6        |
| 27     | Lördag 4 oktober    | Gefle IF          | H   | 1-2         | Tibbling 79'                                                 | Stefan Johannesson   | 11 166 | Tele2 Arena      | 7        |
| 28     | Måndag 20 oktober   | Örebro SK         | H   | 0-3         |                                                              | Andreas Ekberg       | 7 454  | Tele2 Arena      | 8        |
| 29     | Söndag 26 oktober   | IF Elfsborg       | B   | 1-0         | Radetinac 52'                                                | Markus Strömbergsson | 11 450 | Borås Arena      | 7        |
| 30     | Lördag 1 november   | IFK Norrköping    | H   | 1-1         | Broberg 61'                                                  | Kristoffer Karlsson  | 10 109 | Tele2 Arena      | 7        |

- Helsingborg - Djurgården i omgång 1 bröts i slutet av första halvlek. Resultatet 1-1 kvarstod som slutresultat.

## Svenska cupen
| Omgång    | Datum                    | Motståndare    | H/B | Resultat | Målskyttar                                                                        | Varningar                       | Domare               | Publik | Arena         |
| --------- | ------------------------ | -------------- | --- | -------- | --------------------------------------------------------------------------------- | ------------------------------- | -------------------- | ------ | ------------- |
| 2         | Onsdag 11 september 2013 | Eskilsminne IF | B   | 2-0      | Jawo 65' (Arvidsson), Fejzullahu 78' (Broberg)                                    | Nymann 70', Prijović 79' (rött) | Robert Daradic       | 3 011  | Harlyckans IP |
| Gruppspel | Söndag 2 mars 2014       | IK Sirius      | B   | 1-2      | Fejzullahu 36' (Johansson)                                                        | Arvidsson 56'                   | Mohammed Al-Hakim    | 3 259  | Lötens IP     |
| Gruppspel | Söndag 9 mars 2014       | Assyriska FF   | H   | 2-0      | Johansson (2) 16' (Broberg), 81' (straff)                                         |                                 | Jonas Eriksson       | 3 152  | Tele2 Arena   |
| Gruppspel | Söndag 16 mars 2014      | Halmstads BK   | H   | 4-1      | Johansson 11', Bergström 36' (Arvidsson), Självmål 53', Radetinac 76' (Arvidsson) | Prijovic 60'                    | Markus Strömbergsson | 2 798  | Tele2 Arena   |

| Omgång | Datum                   | Motståndare | H/B | Resultat | Målskyttar                                                                            | Varningar   | Domare        | Publik | Arena     |
| ------ | ----------------------- | ----------- | --- | -------- | ------------------------------------------------------------------------------------- | ----------- | ------------- | ------ | --------- |
| 2      | Onsdag 3 september 2014 | Motala AIF  | B   | 4-0      | Jawo 59' (Mayambela), Faltsetas 68' (Broberg), Andersson 75' (Broberg), Hellquist 90' | Östberg 90' | Jim Petersson | 2 068  | Motala IP |

## Träningsmatcher
| Datum       | Motståndare         | H/B | Resultat    | Målskyttar                                                                                        | Varningar  | Domare             | Publik | Arena                    |
| ----------- | ------------------- | --- | ----------- | ------------------------------------------------------------------------------------------------- | ---------- | ------------------ | ------ | ------------------------ |
| 25 januari  | 1. FC Union Berlin  | H   | 1-1 (avbr.) | Prijovic 69'                                                                                      |            | Jonas Eriksson     |        | Tele2 Arena              |
| 1 februari  | IFK Mariehamn       | H   | 7-0         | Prijovic (2) 63' (straff), 87', Östberg 22', Jawo 58', Radetinac 59', Glasberg 81', Hellquist 90' |            | Stefan Johannesson | 1 000  | Stadshagens IP           |
| 9 februari  | Degerfors IF        | H   | 2-0         | Fejzullahu (2) 16' (straff), 82'                                                                  |            | Björn Särnbrink    | 1 000  | Stadshagens IP           |
| 13 februari | Rosenborg BK        | B   | 1-2         | Broberg 78'                                                                                       |            |                    |        | Abrahallen               |
| 19 februari | FK Lokomotiv Moskva | B   | 0-4         |                                                                                                   |            | José Garcia        | 100    | Marbella Football Center |
| 24 februari | FK Spartak Moskva   | B   | 2-0         | Fejzullahu 54', Östberg 86'                                                                       |            |                    |        | Marbella Football Center |
| 23 mars     | IFK Norrköping      | H   | 0-1         |                                                                                                   |            | Dragan Banjac      | 1 407  | Stockholms Stadion       |
| 25 juni     | Enskede IK          | B   | 4-0         | Johansson (2) 48', 60', Faltsetas 15', Fejzullahu 33'                                             |            |                    |        | Enskede IP               |
| 30 juni     | FC Midtjylland      | H   | 0-2         |                                                                                                   | Fejzullahu |                    | 4 000  | Stockholms Stadion       |

## Statistik

### För spelåret 2014
| Spelare                   | Allsvenskan | Allsvenskan | Allsvenskan | Allsvenskan | Svenska cupen | Svenska cupen | Svenska cupen | Svenska cupen | Totalt | Totalt | Totalt | Totalt |
| Spelare                   | Ma          | Må          | As          | Po          | Ma            | Må            | As            | Po            | Ma     | Må     | As     | Po     |
| ------------------------- | ----------- | ----------- | ----------- | ----------- | ------------- | ------------- | ------------- | ------------- | ------ | ------ | ------ | ------ |
| Haris Radetinac           | 24          | 6           | 6           | 12          | 2             | 1             | 0             | 1             | 26     | 7      | 6      | 13     |
| Erton Fejzullahu          | 13          | 9           | 1           | 10          | 2             | 1             | 0             | 1             | 15     | 10     | 1      | 11     |
| Amadou Jawo               | 29          | 6           | 3           | 9           | 3             | 1             | 0             | 1             | 32     | 7      | 3      | 10     |
| Martin Broberg            | 27          | 4           | 2           | 6           | 4             | 0             | 3             | 3             | 31     | 4      | 5      | 9      |
| Stefan Karlsson           | 30          | 0           | 9           | 9           | 4             | 0             | 0             | 0             | 34     | 0      | 9      | 9      |
| Sebastian Andersson       | 13          | 6           | 0           | 6           | 1             | 1             | 0             | 1             | 14     | 7      | 0      | 7      |
| Aleksandar Prijovic       | 17          | 5           | 1           | 6           | 2             | 0             | 0             | 0             | 19     | 5      | 1      | 6      |
| Andreas Johansson         | 21          | 1           | 1           | 2           | 4             | 3             | 1             | 4             | 25     | 4      | 2      | 6      |
| Jesper Arvidsson          | 20          | 1           | 2           | 3           | 4             | 0             | 2             | 2             | 24     | 1      | 4      | 5      |
| Simon Tibbling            | 30          | 1           | 4           | 5           | 3             | 0             | 0             | 0             | 33     | 1      | 4      | 5      |
| Emil Bergström            | 30          | 2           | 1           | 3           | 3             | 1             | 0             | 1             | 33     | 3      | 1      | 4      |
| Mark Mayambela            | 15          | 1           | 2           | 3           | 4             | 0             | 1             | 1             | 19     | 1      | 3      | 4      |
| Philip Hellquist          | 18          | 2           | 0           | 2           | 2             | 1             | 0             | 1             | 20     | 3      | 0      | 3      |
| Alexander Faltsetas       | 26          | 2           | 0           | 2           | 4             | 1             | 0             | 1             | 30     | 3      | 0      | 3      |
| Självmål                  |             | 1           |             | 1           |               | 1             |               | 1             |        | 2      |        | 2      |
| Kenneth Höie              | 30          | 0           | 0           | 0           | 3             | 0             | 0             | 0             | 33     | 0      | 0      | 0      |
| Vytautas Andriuškevičius  | 15          | 0           | 0           | 0           | 0             | 0             | 0             | 0             | 15     | 0      | 0      | 0      |
| Fredrik Stenman           | 13          | 0           | 0           | 0           | 1             | 0             | 0             | 0             | 14     | 0      | 0      | 0      |
| Daniel Amartey            | 11          | 0           | 0           | 0           | 1             | 0             | 0             | 0             | 12     | 0      | 0      | 0      |
| Yussif Chibsah            | 10          | 0           | 0           | 0           | 2             | 0             | 0             | 0             | 12     | 0      | 0      | 0      |
| Christian Rubio Sivodedov | 6           | 0           | 0           | 0           | 0             | 0             | 0             | 0             | 6      | 0      | 0      | 0      |
| Mattias Östberg           | 4           | 0           | 0           | 0           | 3             | 0             | 0             | 0             | 7      | 0      | 0      | 0      |
| Tim Söderström            | 0           | 0           | 0           | 0           | 2             | 0             | 0             | 0             | 2      | 0      | 0      | 0      |
| Xolani Mdaki              | 0           | 0           | 0           | 0           | 1             | 0             | 0             | 0             | 1      | 0      | 0      | 0      |
| Hampus Nilsson            | 0           | 0           | 0           | 0           | 1             | 0             | 0             | 0             | 1      | 0      | 0      | 0      |

## Truppförändringar
Efter Allsvenskan 2013 och inför/under säsongen 2014:

### Tröjnummerförändringar
| Namn             | Från | Till |
| ---------------- | ---- | ---- |
| Yussif Chibsah   | 4    | 17   |
| Jesper Arvidsson | 26   | 2    |

### Förlängda kontrakt
| Datum            | Nr | Namn                     | Position             | Kommentar                                | Länk                 |
| ---------------- | -- | ------------------------ | -------------------- | ---------------------------------------- | -------------------- |
| 27 november 2013 |    | Martin Foyston           | Assisterande tränare | 2-årskontrakt (tom 31 december 2015).    | dif.se               |
| 27 november 2013 | 14 | Mattias Östberg          | Back                 | 6-månaderskontrakt (tom 30 juni 2014).   | dif.se               |
| 27 november 2013 | 27 | Vytautas Andriuškevičius | Back                 | 2-årskontrakt (tom 31 december 2015).    | dif.se               |
| 14 april 2014    | 14 | Mattias Östberg          | Back                 | Kontrakt året ut (tom 31 december 2014). | fotbolltransfers.com |
| 3 augusti 2014   | 12 | Kenneth Höie             | Målvakt              | 2,5-årskontrakt (tom 31 december 2016).  | dif.se               |

### Förändringar i U21-truppen
| Datum            | Namn                      | Från           | Till           | Position    | Länk   |
| ---------------- | ------------------------- | -------------- | -------------- | ----------- | ------ |
| 11 december 2013 | Christian Rubio Sivodedov | Djurgården U19 | Djurgården U21 | Mittfältare | dif.se |
| 11 december 2013 | Frej Ersa Engberg         | Djurgården U19 | Djurgården U21 | Back        | dif.se |
| 12 december 2013 | Jakob Glasberg            | Djurgården U19 | Djurgården U21 | Back        | dif.se |

### Spelare/ledare in
| Datum            | Nr | Namn                | Från              | Position    | Kommentar                                                                             | Länk                 |
| ---------------- | -- | ------------------- | ----------------- | ----------- | ------------------------------------------------------------------------------------- | -------------------- |
| 20 november 2013 |    | Pelle Olsson        | Gefle IF          | Tränare     | Tar över som tränare from 1 januari 2014 på ett 3-årskontrakt (tom 31 december 2016). | dif.se               |
| 5 januari 2014   | 5  | Stefan Karlsson     | Östers IF         | Back        | 3-årskontrakt (tom 31 december 2016).                                                 | dif.se               |
| 7 januari 2014   | 6  | Alexander Faltsetas | Gefle IF          | Mittfältare | 3-årskontrakt (tom 31 december 2016).                                                 | dif.se               |
| 19 januari 2014  | 11 | Amadou Jawo         | IF Elfsborg       | Anfallare   | Köp, 5-årskontrakt (tom 31 december 2018).                                            | dif.se               |
| 23 februari 2014 | 15 | Mark Mayambela      | Orlando Pirates   | Mittfältare | 3-årskontrakt (tom 31 december 2016).                                                 | dif.se               |
| 12 juli 2014     | 19 | Nahir Oyal          | Şanlıurfaspor     | Mittfältare | Retur av lån. Köpoptionen utnyttjades ej.                                             | dif.se               |
| 14 juli 2014     | 3  | Fredrik Stenman     | Club Brugge KV    | Back        | Bosman, 1,5-årskontrakt (tom 31 december 2015).                                       | dif.se               |
| 1 augusti 2014   | 16 | Sebastian Andersson | Kalmar FF         | Anfallare   | Köp, 3,5-årskontrakt (tom 31 december 2017).                                          | dif.se & kalmarff.se |
| 4 augusti 2014   | 17 | Xolani Mdaki        | Mamelodi Sundowns | Mittfältare | Lån säsongen ut (tom 31 december 2014).                                               | dif.se               |
| 11 augusti 2014  | 15 | Omar Colley         | KuPS Koupio       | Back        | Bosman, spelklar from 1 januari 2015, 3-årskontrakt (tom 31 december 2017).           | dif.se               |

### Spelare/ledare ut
| Datum             | Nr | Namn                      | Till                   | Position             | Kommentar                                                                            | Länk                          |
| ----------------- | -- | ------------------------- | ---------------------- | -------------------- | ------------------------------------------------------------------------------------ | ----------------------------- |
| 27 september 2013 |    | Per-Mathias Høgmo         | Norge                  | Tränare              | Tar över som förbundskapten för Norge from 1 januari 2014.                           | dif.se                        |
| 17 oktober2013    | 9  | Luis Solignac             | IFK Mariehamn          | Anfallare            | Kontraktet gick ut. Fortsatte vara utlånad till IFK Mariehamn över 2014.             | dif.se                        |
| 17 oktober2013    | 15 | Brian Span                | FC Dallas              | Anfallare            | Kontraktet gick ut. Skrev på för nya klubben 9 januari 2014.                         | dif.se                        |
| 17 oktober2013    | 29 | Ike Fofanah               | Ham-Kam                | Anfallare            | Kontraktet gick ut. Skrev på för nya klubben 26 mars 2014.                           | dif.se & hamkam.no            |
| 17 oktober2013    |    | Trimi Makolli             | Valsta Syrianska IK    | Mittfältare          | Kontraktet gick ut. Skrev på ett 1-årskontrakt med nya klubben 10 mars 2014.         | dif.se & fotbolltransfers.com |
| 17 oktober2013    |    | Sasa Matic                | Arameiska-Syrianska IF | Mittfältare          | Kontraktet gick ut. Skrev på ett 1-årskontrakt med nya klubben 3 mars 2014.          | dif.se & laget.se             |
| 17 oktober2013    |    | Kristijan Cosic           | Arameiska-Syrianska IF | Anfallare            | Kontraktet gick ut.                                                                  | dif.se                        |
| 26 oktober2013    | 5  | Petter Gustafsson         | Åtvidabergs FF         | Back                 | Kontraktet gick ut. Skrev på ett 2-årskontrakt med nya klubben 4 december 2013.      | dif.se & atvidabergsff.se     |
| 26 oktober2013    | 17 | Joel Riddez               | IK Frej                | Back                 | Kontraktet gick ut. Blev assisterande tränare i Frej.                                | dif.se & dif.se               |
| 26 november2013   | 28 | Alhaji Kamara             | IFK Norrköping         | Anfallare            | Ej utnyttjad köpoption. Skrev på ett 3-årskontrakt med nya klubben 26 november 2013. | dif.se & ifknorrkoping.se     |
| 27 november2013   | 25 | Sebastian Rajalakso       | Jagiellonia Białystok  | Mittfältare          | Kontraktet gick ut. Skrev på ett 2-årskontrakt med nya klubben 26 januari 2014.      | dif.se & fotbolltransfers.com |
| 11 december2013   | 24 | Daniel Jarl               | Landskrona BoIS        | Back                 | Kontraktet gick ut. Skrev på för nya klubben 10 januari 2014.                        | dif.se & fotbolltransfers.com |
| 20 december2013   | 18 | Godsway Donyoh            | Manchester City FC     | Anfallare            | Retur av lån.                                                                        | dif.se                        |
| 20 december2013   | 16 | Pablo Dyego Da Silva Rosa | Fluminense FC          | Mittfältare          | Retur av lån.                                                                        | dif.se                        |
| 23 december2013   | 6  | Peter Nymann              | FC Vestsjælland        | Back                 | Kontraktet gick ut.                                                                  | dif.se                        |
| 1 januari 2014    | 35 | Adam Kasa                 | Arameisk-Syrianska IF  | Mittältare           | Kontraktet gick ut.                                                                  | transfermarkt.com             |
| 9 januari 2014    | 19 | Nahir Oyal                | Şanlıurfaspor          | Mittfältare          | Lånas ut tom 30 juni 2014 med köpoption.                                             | dif.se                        |
| 28 mars 2014      |    | Marko Nikolic             | AIK FF                 | Mittfältare          | Försäljning.                                                                         | dif.se                        |
| 18 juni 2014      | 18 | Daniel Amartey            | FC Köpenhamn           | Back                 | Försäljning, Skrev på ett 5-årskontrakt med nya klubben.                             | dif.se                        |
| 24 juli 2014      | 17 | Yussif Chibsah            | Alanyaspor             | Mittfältare          | Försäljning.                                                                         | dif.se                        |
| 27 juli 2014      | 10 | Erton Fejzullahu          | Beijing Guoan FC       | Anfallare            | Lånas ut tom 31 december 2014 med köpoption.                                         | dif.se                        |
| 4 augusti 2014    |    | Martin Foyston            | Norge                  | Assisterande tränare | Återförenas med Per-Mathias Høgmo i Norges A-landslag.                               | dif.se                        |
| 11 augusti 2014   | 27 | Vytautas Andriuškevičius  | SC Cambuur             | Back                 | Försäljning.                                                                         | dif.se                        |
| 22 augusti 2014   | 28 | Aleksandar Prijovic       | Boluspor               | Anfallare            | Försäljning.                                                                         | dif.se                        |

## Klubben

### Spelartröjor
- Tillverkare: Adidas
- Huvudsponsor: Prioritet Finans, Djurgårdsandan
- Hemmatröja: Blårandig
- Bortatröja, primär: Röd
- Bortatröja, reserv:
- Spelarnamn: Ja

### Årsmötet
- Datum: Onsdag 5 mars 2014 [1]
- Plats: GIH
- Deltagare: 101
- Ordförande: Jan Peder Norstedt

Styrelsen för Djurgårdens IF Fotbollsförening ("DIF FF") och Djurgården Elitfotboll AB ("DEF AB") valdes enligt följande:
- Ordförande (1 år): Lars-Erik Sjöberg
- Styrelseledamöter (omval 2 år): Ellinor Persson och Johan Lindén
- Styrelseledamöter (nyval 2 år): Mikael Pawlo och Claes-Göran Sylvén
- Föregående årsmöte (2 år): Anders Grönhagen och Gustaf Törngren
- Hedersledamot: Per Kotschack

Årets spelare 2013: Daniel Amartey
Källa: DIF:s egen rapport från årsmötet

### Övrig information
- Ordförande: Lars-Erik Sjöberg, sedan maj 2013 (varav tillförordnad till och med mars 2014)
- Sportchef: Bosse Andersson
- Huvudarena: Tele2 Arena
- Reservarena: Stockholms Stadion